# Dani California
"Dani California" er en single fra funk-rock-bandet Red Hot Chili Peppers. Singlen er fra albummet Stadium Arcadium, der blev udgivet 5. maj 2006. Dani California blev udgivet 1. maj 2006.
| Musik | Spire Denne musikartikel er en spire som bør udbygges. Du er velkommen til at hjælpe Wikipedia ved at udvide den. |